# Personaggi di Justice League Unlimited
Ecco una lista di tutti i personaggi comparsi nella serie Justice League Unlimited:

## Personaggi principali
- Clark Kent/Superman - Voce originale: George Newbern, voce italiana: Patrizio Prata.
- Bruce Wayne/Batman - Voce originale: Kevin Conroy, voce italiana: Marco Balzarotti.
- Principessa Diana/Wonder Woman - Voce originale: Susan Eisenberg, voce italiana: Cinzia Massironi.
- John Stewart/Lanterna Verde - Voce originale: Phil LaMarr, voce italiana: Pietro Ubaldi.
- J'onn J'onzz/Martian Manhunter - Voce originale: Carl Lumbly, voce italiana: Maurizio Trombini
- Wally West/Flash - Voce originale: Michael Rosenbaum, voce italiana: Simone D'Andrea.
- Shayera Hol/Alata[1] - Voce originale: Maria Canals, voce italiana: Elda Olivieri.

## Personaggi secondari
- Oliver Queen/Freccia Verde (voce italiana: Claudio Moneta) - L'abile arciere entra nella Lega dopo la sua estensione, è dapprima molto scettico sull’utilità di un membro come lui, non dotato di superpoteri; ma sulla stazione spaziale incontra Black Canary, e innamoratosene decide di rimanere, dimostrandosi un membro molto utile in diverse circostanze.
- Kara Zor-El/Supergirl - (voce italiana: Debora Magnaghi) - La giovane cugina di Clark Kent viene descritta come un'irruente giovane adolescente, senza però i complessi esistenziali della sua controparte fumettistica, ai quali si sostituisce il problema rappresentato da Galatea.
- Capitan Atom - (voce italiana: Renato Novara) - Soldato degli USA che in seguito di un incidente si è tramutato in energia nucleare vivente; differentemente dagli altri membri è un militare e risponde all'esercito, ma quando il dovere chiama non esita a trasgredire gli ordini per aiutare i compagni.
- Question - (voce italiana: Guido Rutta) - Detective dalla mente geniale e dalle capacità deduttive fuori dal comune, che tuttavia non viene mai preso sul serio da nessuno per via dei suoi modi eccentrici e paranoici; le sue capacità intellettive pari a quelle di Batman si riveleranno comunque utili per la Lega in diverse occasioni. Avrà una relazione sentimentale con La Cacciatrice, che diverrà anche sua partner.
- Dottor Fate - Potente utilizzatore di arti mistiche.
- Ray Palmer/Atom - Fisico capace di miniaturizzarsi a suo piacimento fino a livelli sub-atomici.
- Elongated Man - Uomo dal corpo estensibile come la gomma.
- Artur Curry/Aquaman (voce italiana: Luca Bottale) - Signore di Atlantide, nonostante sia avverso agli umani aiuterà spesso il gruppo, rimanendo anche mutilato alla mano sinistra durante una missione per salvare suo figlio.
- Dinah Laurel Lance/Black Canary (voce italiana: Elisabetta Spinelli) - Bionda vigilante piena di risorse, nonostante faccia parte della Lega predilige il lavoro solitario, salvo collaborazioni con Freccia Verde, di cui si innamora.
- Vixen - Afroamericana capace di replicare le abilità di ogni animale terrestre grazie ad una collana speciale. Diviene la fidanzata di Lanterna Verde dopo l'abbandono di Shayera, e sua rivale in amore al suo ritorno.
- Vigilante (voce italiana: Felice Invernici) - Rude ma leale e giusto cowboy, migliore amico di Sir Justin. Grande pistolero dalla mira infallibile, superbo combattente corpo a corpo; presentato anche con cinturone e cappellaccio.
- Cavaliere Splendente (voce italiana: Luca Semeraro) - Supereroe premuroso, impavido e giusto; i cui poteri incantati dal mago Merlino. Tra questi un'armatura dorata, una spada magica, abilità fisiche migliorate e un cavallo alato. Migliore amico di Vigilante.
- Hourman - Supereroe i cui poteri dipendono da un particolare siero detto "Il Miracolo" e la cui durata è di un'ora esatta.
- Acciaio
- Stargirl - Supereroina adolescente i cui poteri derivano da uno scettro stellare; è invidiosa di Supergirl e del suo successo che considera dovuto solo all'illustre cugino ed ai grandi poteri; quando saranno trascinate al centro della terra e la ragazza d'acciaio diverrà una comune mortale a causa di un frammento di kryptonite, Stargirl non esiterà ad assumere atteggiamenti di prepotenza con la depotenziata eroina. Tuttavia, dopo che questa le ha dimostrato di essere abile e coraggiosa anche sprovvista di superpoteri metterà da parte il rancore verso di lei e diverranno buone amiche.
- S.T.R.I.P.E. - L'iperprotettivo padre adottivo di Stargirl; dotato di un'armatura robotica che lo rende un'arma umana. Lavora in coppia con la figlia di cui è il principale consulente.
- Mr. Terrific
- Hawk e Dove - Coppia di supereroi pacifisti.
- Zatanna - Abile e bellissima maga amica di Bruce Wayne che si serve di bizzarre formule magiche pronunciate al contrario.
- Booster Gold (voce italiana: Paolo De Santis) - Supereroe commerciale e poco considerato spesso scambiato per Lanterna Verde; assieme col suo robottino assistente "Skeet", militerà nella Lega, dimostrando di essere, nonostante tutto, un vero eroe.
- La Bestia - (voce italiana: Diego Sabre)[2] - B'wana Beast detto La Bestia, è un eroe molto particolare, visto che le sue capacità sono di comunicare con gli animali, sensi potenziati, agilità, flessibilità e, soprattutto, localizzazione tracce. Oltre a partecipare a diversi scontri, la sua più importante apparizione è quando Batman lo incarica di trovare Wonder Woman, trasformata in un maialino.
- Crimson Avenger - Eroe solitario con un vistoso abito scarlatto.
- Lanterna Verde (Kyle Rayner)
- Booster Gold - Supereroe commerciale e poco considerato spesso scambiato per Lanterna Verde; assieme col suo robottino assistente "Skeet", militerà nella Lega, dimostrando di essere, nonostante tutto, un vero eroe.
- Wildcat - Abile e potente lottatore, già campione della sua categoria; in passato ha allenato molti membri della Lega, compresa Black Canary. Tuttavia non si trova molto bene nella JLA: si sente invecchiato, incapace di competere con i superpoteri degli altri, tanto che finisce a lottare per Roulette, per poi ritornare sui suoi passi. Nella versione fumettistica Wildcat appartiene alla Justice Society of America.
- Mister Miracle - Maestro di escapologia fuggito da Apokopolis assieme alla moglie Big Barda; odia Darkseid ed è deciso a far cadere il suo impero.
- Atom Smasher - Uomo già dotato di dimensioni gigantesche, capace di accrescere ulteriormente la sua struttura anche di decine di metri.
- Metamorpho - Vecchio amico di John Stewart conosciuto sotto le armi; coinvolto in un esperimento scientifico si tramuterà in un essere capace di tramutarsi in qualsiasi materiale.
- Doctor Light (Kimiyo Hoshi) - Donna capace di manipolare la luce.
- Fire - Supereroina di origini brasiliane capace di generare ed avvolgersi in potenti fiamme verdi, verso cui Flash nutre una certa attrazione. Lavora sempre in coppia con l'amica Ice.
- Ice - Donna di origini sovietiche, capace di emettere il ghiaccio. Parthner ed amica di Fire.
- Orion- Figlio di Darkseid ribellatosi al padre.
- Speedy
- Red Tornado - Androide capace di generare venti fortissimi.
- Vibe - In grado di manipolare il suono ed emettere vibrazioni.
- Starman - Dai poteri pressoché identici a quelli di Stargirl.
- Rocket Red - Dotato di un'armatura metallica contenente potenti armi balistiche.
- Creeper - Giornalista televisivo che, finito accidentalmente nel liquido chimico che diede vita al Joker, per uno scherzo del destino si trova dotato di grandi poteri fisici e di una incontrollabile follia.
- Jason Blood/Etrigan il Demone - Cavaliere della tavola rotonda eletto da Merlino in persona per proteggere il mondo nei secoli a venire sotto forma di Demone.
- Gypsy - Donna dagli abiti rimandanti una zingara, capace di passare attraverso gli oggetti solidi.
- La Volpe Scarlatta - Sfuggente figura con un costume rimandante quello di una volpe.
- Dottor Mid-Nite - Abile scienziato che si serve di gadget tecnologici e trucchi vari per combattere il crimine.
- Comandante Acciaio
- Blue Devil - Demone infernale redento dalla pelle blu.
- Nemesis - Abile agente segreto e infiltrato.
- Johnny Thunder - Compagno di Thunderbolt.
- Obsidian - Figlio di Alan Scott, la Lanterna Verde originale, capace di manipolare le ombre.
- Plastic Man
- Ray - Capace di emettere raggi di luce e vincere la gravità.
- Sand - Uomo equipaggiato di lungo impermeabile e maschera anti-gas.
- Steel - Uomo con una armatura metallica.
- Thunderbolt
- Waverider - Capace di cavalcare le onde sonore e luminose.
- Aztek - Prescelto dal dio Azteco Quetzalcoatl per portare la sua protezione sul mondo.
- Bruce Wayne (futuro)
- Hal Jordan - La prima Lanterna Verde, compare solo in piccoli camei.
- Static
- Terry McGinnis/Batman
- Warhawk
- Angle Man
- Atomic Skull - Fa parte della missione del cuore del Namba Parbat, si tratta di un discreto combattente, dotato di super forza di blast energetici e contraddistinto da un teschio verde fiammeggiante.
- Bizzarro - Il clone imperfetto di Superman torna in modo non ben chiaro sulla Terra, unendosi al gruppo dei super cattivi. La sua caratteristica principale è dire il contrario di quello che fa o pensa. Nella serie Superman non aveva questa prerogativa (presente invece nei fumetti), ma questa incongruenza può essere spiegata con il fatto che la solitudine prolungata in un pianeta deserto possa avergli danneggiato il cervello.
- Black Manta
- Black Mass
- Blockbuster
- Bloodsport
- La Chiave
- Cheetah - Timida e brillante ricercatrice che, a corto di fondi per i suoi esperimenti ha fatto da cavia umana a se stessa per una formula che in teoria doveva rendere gli umani completi padroni di tutto il loro potere cerebrale; l'esperimento andò storto e la ragazza si trovò mutata in un ibrido tra giaguaro e umano. Con il risultato di un forte cambiamento anche nella personalità.
- Copperhead - Uomo dotato di una tuta speciale che gli conferisce tutte le abilità di un Cobra.
- Crowbar
- Devil Ray - Si tratta della trasposizione di Black Manta, la nemesi di Aquaman, ed è un cattivo dotato di un casco per respirare sott'acqua e di una pistola che spara mini fiocine incastonata sul braccio. Viene ucciso per mano di Batman mentre era controllato da Deadman.
- Dottor Cyber
- Dottor Destiny
- Dottor Polaris - Ha dei poteri elettromagnetici. Dà del filo da torcere ad Alata ma fa un'orrenda fine cercando di tradire Luthor. Con la sua scomparsa (in realtà non si conosce la sua esatta fine) si scopre che i membri della Legione hanno un sistema in grado di metterli a tacere in caso di bisogno.
- Dottor Spectro
- Dummy
- Electrocutioner
- Evil Star
- Giganta - Gorilla mutata da esperimenti genetici in una bellissima donna umana dai capelli rossi capace di ingigantirsi a piacimento.
- Giocattolaio (voce italiana: Guido Rutta) - Lo storico nemico di Superman, che si serve di mortali giocattoli per i suoi loschi fini.
- Gentleman Ghost - Spettro vestito di un elegante frac bianco.
- Goldface - Capace, come il re Mida della leggenda di tramutare tutto in oro.
- Gorilla Grodd - Gorilla super intelligente capace di controllare le menti altrui, arcinemico di Flash.
- Heat Wave
- Hellgrammite
- Javelin
- KGBeast
- Killer Frost - Sadica assassina dai poteri criocinetici.
- Lady Lunar
- Lex Luthor (voce italiana: Natale Ciravolo) - Il potente uomo d'affari arcinemico di Superman, nella serie riveste un ruolo di punta tra le file degli antagonisti, arrivando addirittura vicino alla carica di Presidente degli Stati Uniti.
- Livewire
- Maggiore Disastro
- Mago del Tempo
- Merlyn
- Metallo
- Mirror Master - Criminale estremamente avverso a Flash che si serve di trucchi di prestigio legati agli specchi per compiere i suoi misfatti.
- Monocle
- Neutron
- Nightfall
- Parassita - Avversario di Superman capace di sottrarre i poteri dai suoi avversari per un periodo limitato.
- Pensatore
- Psico-Pirata
- Puppeteer
- Puzzler
- Queen Bee
- Rampage - Partecipa alla missione in Tibet per rubare il cuore del Namba Parbat e si schiera con Grodd nella sua ribellione finale. Muore per mano di Killer Frost.
- Shade - Elegante criminale capace di manipolare le ombre.
- Shark
- Silver Banshee - Criminale dotata del pericoloso potere di uccidere con il solo ausilio della voce.
- Sinestro - Potentissima Lanterna Verde rinnegata e passata dalla parte del male. Arcinemico di Hal Jordan e del Corpo delle Lanterne Verdi.
- Sonar - Ha dei poteri sonici che si ritrova ad affrontare Black Canary. Si tratta di un cattivo spiritoso e simpatico, forse non esattamente tagliato per il crimine.
- Sportsmaster
- Star Sapphire - Criminale dai poteri simili a quelli di Lanterna Verde, derivategli da un potente cristallo incastonato nella fronte.
- Tala - Strega dai grandi poteri oscuri, fa da "segretaria" a Luthor nel periodo in cui milita nelle Legion of Doom, sebbene ambisca alle attenzioni sentimentali dell'uomo.
- Tattoed Man
- Top
- Tsukuri
- Volcana - Femme Fatale capace di emettere fuoco e fiamme.
- Dark Heart - Un costrutto autoreplicante alieno estremamente efficace, capace di produrre degli insettoidi meccanici usando il materiale che ha intorno. Per la Lega sarà una vera sfida riuscire a sconfiggerlo, visto che neppure il laser sembra danneggiarlo particolarmente. Quando uno dei suoi costrutti viene distrutto, in automatico comincia a ricostruirsi. La sua debolezza fu scoperta nel suo nucleo centrale di comando, eliminato da Atom (esperto di nanotecnologie) su un piano di Batman.
- Capitan Cold - Scienziato dotato di una pistola congelante.
- Roulette - Potente allibratrice e organizzatrice d'incontri, interessata soltanto al denaro. Le piace organizzare combattimenti spettacolari con metaumani, umani modificati, e membri della Justice League.
- Violinista
- Darkseid - Potentissimo e spietato tiranno di Apokopolis, arcinemico della Justice League.
- Brainiac - Supercomputer kryptoniano ossessionato dalla distruzione di Superman e dalla raccolta di informazioni.
- Ladro di Ombre
- Mongul - Fortissimo guerriero e spietato dittatore. Sconfitto da Draaga, con un aiuto da parte di Superman, giunge sulla Terra cercando di neutralizzare Superman il giorno del suo compleanno. Nel doppiaggio italiano ha avuto due voci.
- Morgana - Potentissima strega immortale ed eternamente giovane, che trama da secoli per ottenere con la sua magia il potere assoluto.
- Mordred (voce italiana: Davide Garbolino (1 voce) Patrizia Mottola (2 voce) ) - Diletto figlio di Morgana; stanco delle opprimenti cure materne e della sua secolare infanzia la tradisce bandendo dalla realtà tutti gli adulti; infine rinuncia alla eterna giovinezza, consegnandosi per errore ad un'eterna vecchiaia.
- Circe - Potente dea e strega, ispirata al personaggio dell'Odissea. Circe usa la magia per soddisfare tutte le sue più piccole voglie.
- Mordru
- Solomon Grundy (voce italiana: Diego Sabre) - Enorme zombie dotato di forza pari a Superman.
- Chronos - Viaggiatore temporale con loschi traffici in tutte le epoche.
- Felix Faust (voce italiana: Mario Zucca) - Potente stregone al servizio di Lord Hades, in realtà fa il doppio gioco e mira ad usurparne il trono. Doppiato in originale da Robert Englund il Freddy Krueger della serie cinematografica Nightmare.
- Ares - Potente dio della guerra nemico di Wonder Woman.
- Ade
- Mantis
- Generale Hardcastle
- Trickster - Imitatore del Joker e nemico di Flash.
- Kalibak  - Figlio ripudiato di Darkseid.
- Granny Goodness - Membro dell'élite di Darkseid e gestrice dell'orfanotrofio di Apokopolis.
- Amanda Waller (voce italiana: Caterina Rochira) - Capo della divisione scientifica del progetto Cadmus e membro del gruppo anti superumani dei servizi segreti degli USA.
- Agente Faraday
- Amazo - Androide creato dal professor Ivo, parte per lo spazio remoto in cerca della conoscenza; tuttavia fa ritorno, perfettamente evoluto, inattaccabile, e indifferente, per interrogare Lex Luthor sulla grandezza e sul destino. Decide poi di impiegare la sua immortalità per osservare l'evoluzione del cosmo.
- Bat Lash - Truffatore messicano incontrato durante il viaggio temporale.
- Big Barda - Semi invincibile moglie di Mister Miracle, lei e il marito hanno una faida personale con Darkseid dopo esserglisi ribellati e fuggiti da Apokolips.
- Bobby Vance
- Capitan Marvel - Ragazzino benedetto dal potere di Shazam, il quale gli permette di tramutarsi in un supereroe adulto dotato di poteri simili a Superman.
- Carter Hall/Hawkman - Archeologo venuto a contatto con un antico manufatto che lo ha convinto di essere la reincarnazione di un principe egizio venuto da Tanhagar; è convinto che lui e Shayera siano destinati a far rivivere il loro amore ancestrale e cercherà spesso di convincerla di questa sua teoria. Le sue attenzioni per l'Alata ingelosiranno parecchio John Stewart.
- Chuck Sinanni e Marzey
- Dana Tan
- Deadman - Un trapezista del circo che è stato ucciso e torna come spirito. Anche dopo che ha vendicato la sua morte, però, rimane al mondo in forma eterea per vendicare la morte del Maestro, un monaco dell'Himalaya che viene brutalmente ammazzato dalla Legione del destino per rubare il cuore del Nanda Parbat e trasformare tutti gli esseri umani in scimmie. Durante lo scontro che ne consegue con la League prende possesso di Superman e di Wonder Woman per comunicare con Batman. Purtroppo, a scontro finito Deadman possiede il corpo di Batman e spara, uccidendolo, a Devil Ray. Per questo motivo viene condannato a rimanere ancora sotto forma di spirito sulla Terra.
- Deadshot - Esperto assassino capace di usare qualsiasi arma da fuoco.
- Efesto
- El Diablo - Vigilante solitario in stile Zorro incontrato in un viaggio temporale nel Messico del 1800.
- Generale Wade Eiling - Ufficiale avverso alla Justice League ed ai metaumani in generale, per sbarazzarsene arriverà ad iniettarsi un siero che lo trasformerà in un mostro gigantesco dotato di forza sovrumana.
- Helena Bertinelli/La Cacciatrice - Vigilante solitaria e violenta che da bambina vide massacrare la sua famiglia da dei gangster. A causa dei suoi metodi poco ortodossi verrà espulsa dal gruppo da Martian Manhunter (sebbene alla fine venga riammessa deciderà però di rifiutare preferendo lavorare da sola). Avrà diversi scontri con l'amica-nemica Black Canary ed una relazione romantica con The Question.
- Ippolita
- Jonah Hex - Il vecchio Cowboy viene incontrato solo durante un viaggio nel tempo, lo stesso in cui compare El Diablo.
- Professor Emil Hamilton - Il vecchio amico di Superman ora gli è avverso e lavora segretamente col progetto Cadmus.
- Galatea (voce italiana: Alessandra Karpoff) - Tea per gli amici, è una clone di Supergirl invecchiata artificialmente fino ad un'età più adulta; fa parte del Progetto Cadmus, ed è stata creata per contrastare Superman. Il suo vestito e disegno sono un omaggio al personaggio, per storia e personalità completamente differente, di Power Girl.
- Katma Tui - L'addestratrice ed ex fidanzata di John Stewart.
- Kilowog - Membro delle Lanterne Verdi dai connotati simili a quelli di un maiale.
- Maxwell Lord - Potente uomo d'affari manager degli Ultimate, supergruppo creatosi artificialmente.
- Metron - Il dio scienziato compare solo una volta nella serie, unicamente per mostrare a Luthor come sconfiggere Darkseid.
- Dick Grayson/Nightwing - Primo Robin, è stato la spalla di Batman prima di inventare l'identità di Nightwing per limiti di età, ora è un supereroe autonomo e solitario come il suo mentore. È considerato uno dei più esperti combattenti di arti marziali del mondo.
- Jimmy Olsen - Il giovane fotografo che riesce sempre a fotografare Superman.
- Linda Park - Giornalista televisiva innamorata di Flash. (Nei fumetti è la moglie di Wally West)
- Loana El
- Lois Lane - Compare come fidanzata, compagna o forse anche moglie di Superman.
- Gli Ultimen (Wind Dragon, Long Shadow, Juice, Downpour, e Shifter)
- Giudizio Finale[3] - Il mostro che uccise il suo nemico Superman.
- Professor Milo - Membro del consiglio di Cadmus, era già comparso nella serie Batman. In questa serie prosegue i progetti del professor Langstrom (il dottore che sviluppò il siero che diede vita a Man-Bat). Visto che non ottiene i risultati desiderati viene licenziato e, per vendicarsi, decide di liberare Giudizio Finale cercando di scagliarlo contro il Cadmus stesso, ma finisce disintegrato.
- Rick Flag
- Capitan Boomerang - Supercriminale australiano armato di boomerang.
- Plastique - Esperta di esplosivi e membro della Task Force X.
- Re degli Orologi
- Dottor Moon
- Inza - Moglie di Fate a poteri simili a quelli di suo marito.
- Warren e Mary McGinnis
- Tracy